# Římskokatolická farnost Libočany
Římskokatolická farnost Libočany (latinsky Libotschana) je církevní správní jednotka sdružující římské katolíky na území obce Libočany a v jejím okolí. Organizačně spadá do lounského vikariátu, který je jedním z 10 vikariátů litoměřické diecéze. Centrem farnosti je kostel Všech svatých v Libočanech.

## Historie farnosti
Již před rokem 1357 byla v místě plebánie. Matriky jsou vedeny od roku 1653. Fara byla obnovena roku 1772.

### Duchovní správcové vedoucí farnost
Začátek působnosti jmenovaného v duchovní správě farnosti od:
- Joannes
- 1357 Jacobus
- 1366 Nicolaus ze Žatce
- 1369 Egidius
- 1389 Martinus Pisterkauf
- 1403 Herrmannus
- Petrus
- 1410 Michaël
- 1425 Petrus Habart
- 1765 Adalbertus Seeling
- 1777 Wenzel Ignaz Tirsch
- 1813 par. vacat
- 1814 Ferdinand Ernst, n. 7. 12. 1764 Petschaviens. o. 20. 10. 1788, † 14. 9. 1832[3]
- 1832 Johann Nepomuk Öttl, admin.
- 1833 par. vacat
- 1834 Anton Hussak, n. 15. 10. 1801 Tachaviens., o. 10. 8. 1825, † 6. 6. 1855
- 1856 Franz Scheibert (výměna s přísečnickým farářem Wenschuhem), n. 1. 10. 1816 Kriegern, o. 3. 8. 1840, † 25. 1. 1894
- 1870 Anton Wenschuh, n. 3. 10. 1821 Leipa, o. 26. 7. 1847, † 23. 10. 1877
- 1878 par. vacat, admin. int. Jos. Prückner
- 1879 Franz Scheibert (opakovaně), n. 5. 10. 1816 Kriegern, o. 3. 8. 1840, † 25. 1. 1894
- 1894 Florian Schöpfer
- 1899 par. vacat, admin. inter. Jos Prückner[3]
- 1900 Othmar Lorenz,[4] n. 23. 11. 1865 Kaaden., o. 29. 6. 1890, † 4. 6. 1934
- 1934 par. vacat, admin. excurr. Franz Kastl
- 1. 8. 1939 Franz Albrecht, n. 27. 9. 1881 Kiesenreuth, o. 30. 6. 1907
- 1. 1. 1947 Ferd. Kraupner
- 1. 4. 1949 Joann. Wenceslaus comes Czernin
- 1954 Gerlak Josef Mazal, O.Praem.
- 1. 6. 1956 Ignác Stodůlka
- 1. 8. 1964 František Kolář
- 2. 4. 1965 Antonín Pospíšil
- 1. 4. 1968 Jaroslav Saller CSsR, administrátor excurrendo z Nového Sedla u Žatce (do té doby byl mimo duch. správu)[5]
- 1. 7. 1993 Alexander Siudzig CSsR
- 15. 12. 1995 Joann Hroznata Svatek O. Praem.
- 1. 8. 1998 Augustin Josef Špaček, O.Praem., admin. exc.[3]

Kromě kněží stojících v čele farnosti, působili ve farnosti v průběhu její historie i jiní kněží. Většinou pracovali jako farní vikáři, kaplani, katecheté, výpomocní duchovní aj.

#### Galerie duchovních

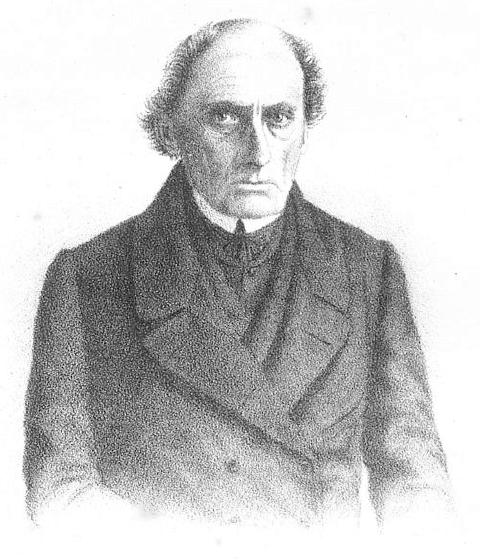
Johann Nepomuk Öttl
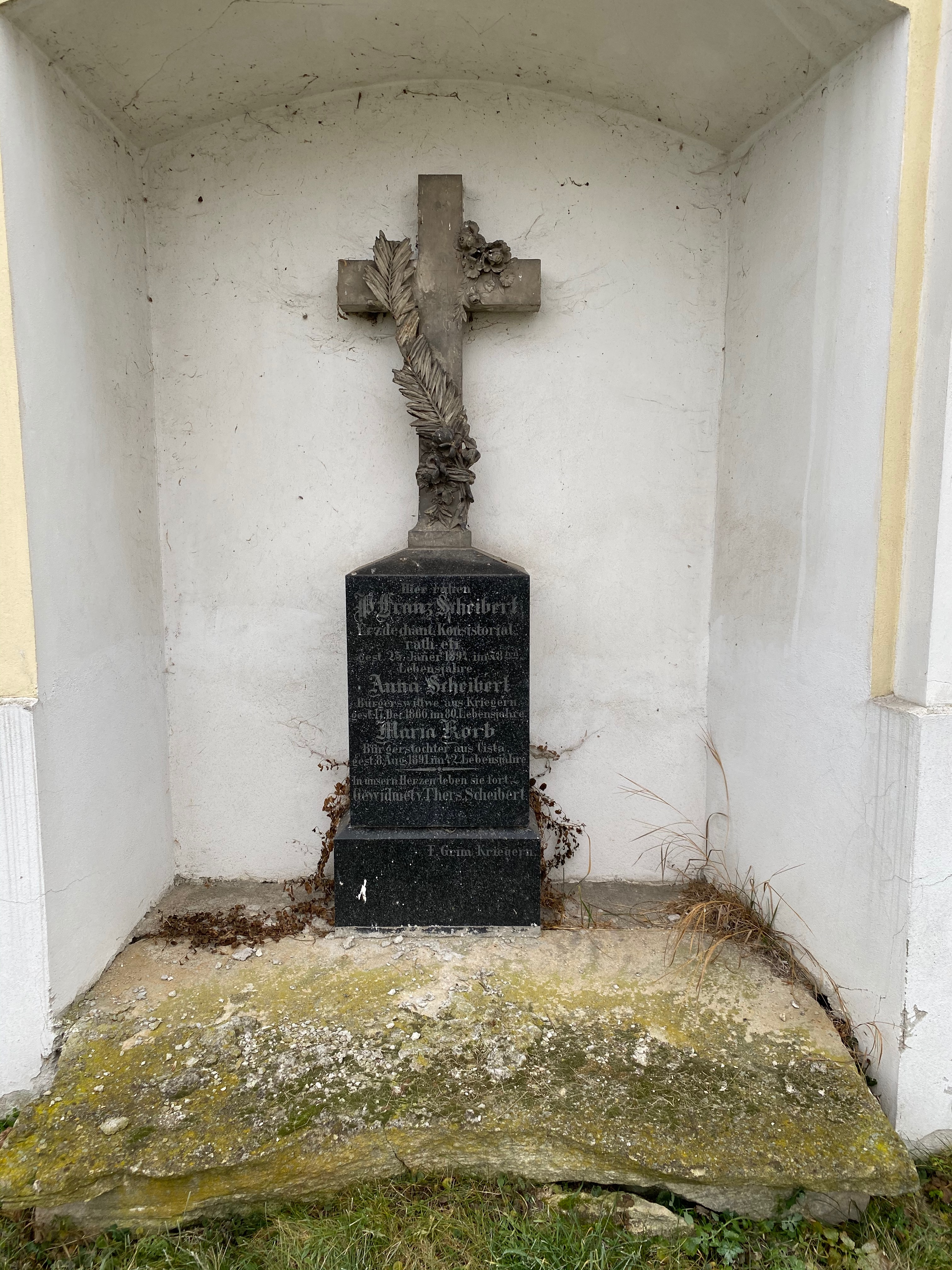
hrob Fr. Scheiberta
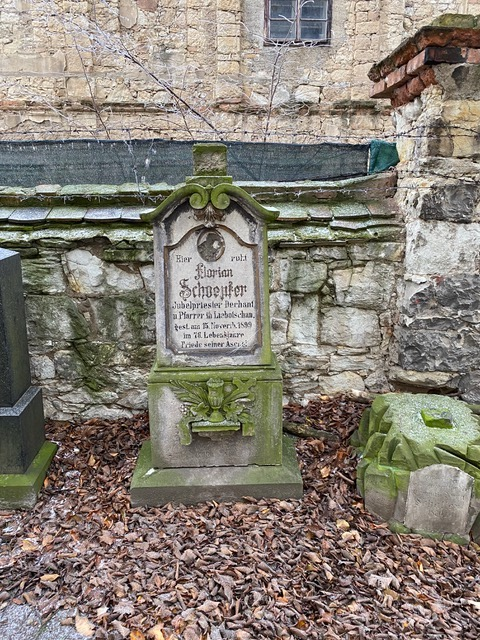
hrob Fl. Schöpfera

## Území farnosti
Do farnosti náleží území obce:
- Hůrky[p 1] (Horkau)[p 3]
- Libočany (Libotschan,[2] Liebotschan[6])[p 3]

## Římskokatolické sakrální stavby na území farnosti
| | Fotografie | Stavba               | Místo    | Bohoslužby                      | Zeměpisné souřadnice            | Status       | Číslo kulturní památky           |
| Kostel | Kostel     | Kostel               | Kostel   | Kostel                          | Kostel                          | Kostel       | Kostel                           |
| --- | ---------- | -------------------- | -------- | ------------------------------- | ------------------------------- | ------------ | -------------------------------- |
| 1. |            | Kostel Všech svatých | Libočany | bližší informace o bohoslužbách | 50°20′0″ s. š., 13°30′54″ v. d. | farní kostel | 42540/5-1238 (Pk•MIS•Sez•Obr•WD) |
| Některé drobné sakrální stavby a pamětihodnosti lze dohledat zde v databázi Drobné sakrální památky Zaniklé sakrální stavby lze dohledat zde v databázi Poškozené a zničené kostely, kaple a synagogy v České republice |            |                      |          |                                 |                                 |              |                                  |

Ve farnosti se mohou nacházet i další drobné sakrální stavby, místa římskokatolického kultu a pamětihodnosti, které neobsahuje tato tabulka.

## Příslušnost k farnímu obvodu
Z důvodu efektivity duchovní správy byl vytvořen farní obvod (kolatura) farnosti – děkanství Žatec, jehož součástí je i farnost Libočany, která je tak spravována excurrendo.